# Àrea metropolitana de Jaén
L'Àrea metropolitana de Jaén és una aglomeració urbana formada per 16 municipis de la província de Jaén (Espanya) la població total de la qual suma 223.448 habitants (INE 2006).
Els municipis que conformen aquesta àrea metropolitana, estaven anteriorment inclosos dins d'alguna de les altres Comarques de Jaén. Aquesta àrea metropolitana va sorgir el 27 de març de 2003. d'acord amb el llistat comarcal elaborat per la Conselleria de Turisme i Esport de la Junta d'Andalusia, en el qual es modifiquen les comarques de Jaén, i per primera vegada s'utilitza el terme Àrea metropolitana de Jaén.

## Industria
Té una gran importància dins de la província de Jaén, ja que juntament amb la capital, destaquen municipis com Martos, Mancha Real o Mengíbar entre d'altres, que posseeixen un poderós teixit industrial que destaca no només dins de la província de Jaén, sinó també a nivell d'Andalusia.

## Demografia
Aquesta àrea metropolitana concentra al voltant del 33% de la població total de la província de Jaén.

## Municipis integrants
| Municipi              | Població | Sup. km² | Densitat h/km² |
| --------------------- | -------- | -------- | -------------- |
| Jaén                  | 117.769  | 422      | 279,07         |
| Martos                | 24.061   | 259,10   | 92,86          |
| Torre del Campo       | 14.076   | 182      | 77,34          |
| Torredonjimeno        | 13.914   | 157,8    | 88,17          |
| Mancha Real           | 10.431   | 97       | 107,53         |
| Mengíbar              | 9.102    | 62       | 146,80         |
| Porcuna               | 6.859    | 176,3    | 38,90          |
| Los Villares          | 5.329    | 88       | 60,55          |
| Villatorres           | 4.351    | 72,71    | 59,84          |
| Jamilena              | 3.459    | 8,96     | 386,04         |
| Fuensanta de Martos   | 3.326    | 53,32    | 62,37          |
| La Guardia de Jaén    | 3.301    | 38,28    | 86,23          |
| Fuerte del Rey        | 1.267    | 34,43    | 36,79          |
| Villardompardo        | 1.160    | 17       | 68,23          |
| Santiago de Calatrava | 883      | 47,66    | 18,52          |
| Higuera de Calatrava  | 696      | 39       | 17,84          |
| Total                 | 220.448  | 1.755,56 | 125,57         |